# Svetovno prvenstvo v hokeju na ledu 1967
Svetovno prvenstvo v hokeju na ledu 1967 je bilo štiriintrideseto Svetovno prvenstvo v hokeju na ledu. Potekalo je med 18. in 28. marcem 1967 v dunajskih dvoranah Wiener Stadthalle in Donauparkhalle, Avstrija. Zlato medaljo je osvojila sovjetska reprezentanca, srebrno švedska, bronasto pa kanadska, v konkurenci enaindvajsetih reprezentanc, osmič tudi jugoslovanske, ki je osvojila dvanajsto mesto, po kakovosti razdeljenih v skupine A, B in C. 

## Dobitniki medalj
| Zlato | Srebro | Bron |
| Sovjetska zvezaViktor Konovalenko Viktor Zinger Aleksander Ragulin Edvard Ivanov Viktor Kuzkin Vitalij Davidov Valerij Nikitin Oleg Zajcev Viktor Jaroslavcev Vjačeslav Staršinov Boris Majorov Vladimir Vikulov Viktor Polupanov Anatolij Firsov Viktor Jakušev Aleksander Almetov Venjamin Aleksandrov Aleksander Jakušev | ŠvedskaLeif Holmqvist Kjell Svensson Gert Blomé Arne Carlsson Nils Johansson Eilert Määttä Bert-Ola Nordlander Roland Stoltz Folke Bengtsson Leif Henriksson Stig-Göran Johansson Hans Lindberg Lars-Göran Nilsson Nils Nilsson Björn Palmqvist Ronald Pettersson Ulf Sterner Carl-Göran Öberg | KanadaSeth Martin Wayne Stephenson Carl Brewer Paul Conlin Gary Begg Terry O'Malley Barry McKenzie Bownass Marshall Johnson Frank Huck Morris Mott Tambellini Roger Bourbonnais Ted Hargreaves Bill MacMillan Gary Dineen Cusson Ray Cadieux |

## Tekme

### Skupina A
| 18. marec 1967 | Sovjetska zveza | 8 – 2 | Finska | Wiener Stadthalle, Dunaj |

| Poročilo tekme | Poročilo tekme                                                                                | Poročilo tekme  | Poročilo tekme         | Poročilo tekme |
| -------------- | --------------------------------------------------------------------------------------------- | --------------- | ---------------------- | -------------- |
| Začetek: 10:00 | Almetov 02 Sztarsinov 10 Kuzkin 29 Polupanov 30 Firsov 35 Firsov 41 Almetov 46 Jaroslavcev 53 | (2:0, 3:1, 3:1) | 29 Oksanen 44 Kuusisto |                |

| 18. marec 1967 | Češkoslovaška | 6 – 2 | Zahodna Nemčija | Wiener Stadthalle, Dunaj |

| Poročilo tekme | Poročilo tekme                                             | Poročilo tekme  | Poročilo tekme    | Poročilo tekme |
| -------------- | ---------------------------------------------------------- | --------------- | ----------------- | -------------- |
| Začetek: 14:00 | Havel 02 Golonka 13 Havel 19 Grandtner 35 Prýl 51 Holík 54 | (3:0, 1:2, 2:0) | 27 Lax 30 Leitner |                |

| 18. marec 1967 | Kanada | 6 – 3 | Vzhodna Nemčija | Donauparkhalle, Dunaj |

| Poročilo tekme | Poročilo tekme                                                             | Poročilo tekme  | Poročilo tekme                       | Poročilo tekme |
| -------------- | -------------------------------------------------------------------------- | --------------- | ------------------------------------ | -------------- |
| Začetek: 14:00 | Johnston 01 MacMillan 18 Tambellini 22 Mott 37 Hargreaves 42 Tambellini 47 | (2:1, 2:0, 2:2) | 14 Kratzsch 41 Karrenbauer 53 Hiller |                |

| 18. marec 1967 | Švedska | 3 – 4 | ZDA | Wiener Stadthalle, Dunaj |

| Poročilo tekme | Poročilo tekme                  | Poročilo tekme  | Poročilo tekme                         | Poročilo tekme |
| -------------- | ------------------------------- | --------------- | -------------------------------------- | -------------- |
| Začetek: 17:00 | Nilsson 04 Stoltz 19 Nilsson 25 | (2:2, 1:1, 0:1) | 16 Casey 17 Lilyholm 30 Hurley 50 Howe |                |

| 19. marec 1967 | Sovjetska zveza | 7 – 2 | ZDA | Wiener Stadthalle, Dunaj |

| Poročilo tekme | Poročilo tekme                                | Poročilo tekme  | Poročilo tekme | Poročilo tekme |
| -------------- | --------------------------------------------- | --------------- | -------------- | -------------- |
| Začetek: 14:00 | Ragulin Aleksandrov Almetov Staršinov Vikulov | (3:0, 2:0, 2:2) | Ross Woog      |                |

| 19. marec 1967 | Kanada | 5 – 1 | Finska | Wiener Stadthalle, Dunaj |

| Poročilo tekme | Poročilo tekme                     | Poročilo tekme  | Poročilo tekme | Poročilo tekme |
| -------------- | ---------------------------------- | --------------- | -------------- | -------------- |
| Začetek: 17:00 | Tambellini Huck Bourbonnais Cusson | (2:1, 1:0, 2:0) | Hakanen        |                |

| 20. marec 1967 | Češkoslovaška | 6 – 0 | Vzhodna Nemčija | Wiener Stadthalle, Dunaj |

| Poročilo tekme | Poročilo tekme                                         | Poročilo tekme  | Poročilo tekme | Poročilo tekme                                    |
| -------------- | ------------------------------------------------------ | --------------- | -------------- | ------------------------------------------------- |
| Začetek: 14:00 | Prýl 03 Havel 18 Holík 20 Havel 25 Golonka 32 Holík 46 | (3:0, 2:0, 1:0) |                | Gledalci: 4000 Sodnika: van Deelen Sodnika: Daily |

| 20. marec 1967 | Švedska | 3 – 1 | Zahodna Nemčija | Wiener Stadthalle, Dunaj |

| Poročilo tekme | Poročilo tekme | Poročilo tekme  | Poročilo tekme | Poročilo tekme |
| -------------- | -------------- | --------------- | -------------- | -------------- |
| Začetek: 20:30 | Öberg Nilsson  | (0:0, 1:0, 2:1) | Lax            |                |

| 21. marec 1967 | Sovjetska zveza | 12 – 0 | Vzhodna Nemčija | Wiener Stadthalle, Dunaj |

| Poročilo tekme | Poročilo tekme | Poročilo tekme  | Poročilo tekme | Poročilo tekme                                   |
| -------------- | --- | --------------- | -------------- | ------------------------------------------------ |
| Začetek: 10:00 | Polupanov 04 Vikulov 09 Staršinov 11 Polupanov 23 A. Jakušev 26 Firsov 28 Polupanov 28 Aleksandrov 46 Firsov 50 Majorov 53 Polupanov 54 Almetov 56 | (3:0, 4:0, 5:0) |                | Gledalci: 3000 Sodnika: Wiking Sodnika: Dahlberg |

| 21. marec 1967 | Finska | 1 – 5 | Švedska | Wiener Stadthalle, Dunaj |

| Poročilo tekme | Poročilo tekme | Poročilo tekme  | Poročilo tekme                                          | Poročilo tekme                                 |
| -------------- | -------------- | --------------- | ------------------------------------------------------- | ---------------------------------------------- |
| Začetek: 14:00 | Kuusisto 10    | (1:0, 0:3, 0:2) | 29 Sterner 37 Öberg 40 Lindberg 56 Bengtsson 56 Sterner | Gledalci: 2500 Sodnika: Barta Sodnika: Korinek |

| 21. marec 1967 | Kanada | 13 – 1 | Zahodna Nemčija | Wiener Stadthalle, Dunaj |

| Poročilo tekme | Poročilo tekme | Poročilo tekme  | Poročilo tekme | Poročilo tekme                               |
| -------------- | --- | --------------- | -------------- | -------------------------------------------- |
| Začetek: 17:00 | Bourbonnais 02 Brewer 09 Cusson 13 Johnston 14 MacMillan 17 Cusson 24 Hargreaves 37 Huck 38 Huck 43 Dineen 45 Tambellini 46 Mott 47 Huck 51 | (5:0, 3:0, 5:1) | 52 Schloder    | Gledalci: 3000 Sodnika: Daily Sodnika: Braun |

| 21. marec 1967 | Češkoslovaška | 8 – 3 | ZDA | Wiener Stadthalle, Dunaj |

| Poročilo tekme | Poročilo tekme                                                          | Poročilo tekme  | Poročilo tekme              | Poročilo tekme                                        |
| -------------- | ----------------------------------------------------------------------- | --------------- | --------------------------- | ----------------------------------------------------- |
| Začetek: 20:30 | Černý 07 Holík 15 Havel 20 Jiřík 26 Prýl 43 Holík 47 Jiřík 50 Machač 56 | (3:0, 1:2, 4:1) | 25 Falkmann 33 Ross 45 Howe | Gledalci: 10000 Sodnika: van Deelen Sodnika: Sznetkov |

| 23. marec 1967 | Češkoslovaška | 1 – 3 | Finska | Wiener Stadthalle, Dunaj |

| Poročilo tekme | Poročilo tekme | Poročilo tekme  | Poročilo tekme                      | Poročilo tekme                     |
| -------------- | -------------- | --------------- | ----------------------------------- | ---------------------------------- |
| Začetek: 10:00 | Jiřík 21       | (0:3, 1:0, 0:0) | 13 Kuusisto 16 Wahlsten 19 Wahlsten | Sodnika: van Deelen Sodnika: Daily |

| 23. marec 1967 | Vzhodna Nemčija | 2 – 8 | Švedska | Wiener Stadthalle, Dunaj |

| Poročilo tekme | Poročilo tekme       | Poročilo tekme  | Poročilo tekme                                                                                       | Poročilo tekme                                |
| -------------- | -------------------- | --------------- | --- | --------------------------------------------- |
| Začetek: 14:00 | Kratzsch 09 Noach 38 | (1:2, 1:5, 0:1) | 13 Pettersson 15 Carlsson 27 Bengtsson 28 Palmqvist 29 Lindberg 34 Lindberg 37Bengtsson 50 Palmqvist | Gledalci: 4000 Sodnika: Korinek Sodnika: Bata |

| 23. marec 1967 | Sovjetska zveza | 16 – 1 | Zahodna Nemčija | Wiener Stadthalle, Dunaj |

| Poročilo tekme | Poročilo tekme | Poročilo tekme  | Poročilo tekme | Poročilo tekme                                   |
| -------------- | --- | --------------- | -------------- | ------------------------------------------------ |
| Začetek: 17:00 | Kuzkin 02 Polupanov 03 Aleksandrov 09 Polupanov 22 Vikulov 22 Vikulov 27 Firsov 27 Polupanov 32 Aleksandrov 32 Aleksandrov 39 Polupanov 41 Aleksandrov 42 Majorov 44 Firsov 47 Firsov 50 Almetov 56 | (3:1, 7:0, 6:0) | 15 Schloder    | Gledalci: 5000 Sodnika: Wiking Sodnika: Valentin |

| 23. marec 1967 | ZDA | 1 – 2 | Kanada | Wiener Stadthalle, Dunaj |

| Poročilo tekme | Poročilo tekme | Poročilo tekme | Poročilo tekme  | Poročilo tekme |
| -------------- | -------------- | -------------- | --------------- | -------------- |
| Začetek: 20:30 | Falkman 24     | 0:0, 1:0, 0:2) | 41 Huck 53 Mott |                |

| 25. marec 1967 | Vzhodna Nemčija | 0 – 0 | ZDA | Wiener Stadthalle, Dunaj |

| Poročilo tekme | Poročilo tekme | Poročilo tekme  | Poročilo tekme | Poročilo tekme                                |
| -------------- | -------------- | --------------- | -------------- | --------------------------------------------- |
| Začetek: 10:00 |                | (0:0, 0:0, 0:0) |                | Gledalci: 5000 Sodnika: Bata Sodnika: Korinek |

| 25. marec 1967 | Finska | 2 – 2 | Zahodna Nemčija | Wiener Stadthalle, Dunaj |

| Poročilo tekme | Poročilo tekme     | Poročilo tekme  | Poročilo tekme        | Poročilo tekme |
| -------------- | ------------------ | --------------- | --------------------- | -------------- |
| Začetek: 14:00 | Marjamäki Peltonen | (1:0, 1:2, 0:0) | 23 Schloder 38 Ludwig |                |

| 25. marec 1967 | Sovjetska zveza | 9 – 1 | Švedska | Wiener Stadthalle, Dunaj |

| Poročilo tekme | Poročilo tekme                                                                                        | Poročilo tekme  | Poročilo tekme | Poročilo tekme                                      |
| -------------- | --- | --------------- | -------------- | --------------------------------------------------- |
| Začetek: 17:00 | Almetov 04 Polupanov 08 Firsov 15 V. Jakušev 25 Almetov 31 Almetov 35 Vikulov 44 Firsov 48 Vikulov 58 | (3:0, 3:1, 3:0) | 38 Blomé       | Gledalci: 11000 Sodnika: van Deelen Sodnika: Wyczik |

| 25. marec 1967 | Češkoslovaška | 1 – 1 | Kanada | Wiener Stadthalle, Dunaj |

| Poročilo tekme | Poročilo tekme | Poročilo tekme  | Poročilo tekme | Poročilo tekme  |
| -------------- | -------------- | --------------- | -------------- | --------------- |
| Začetek: 20:30 | Jiřík 47       | (0:0, 0:1, 1:0) | 36 MacMillan   | Gledalci: 13000 |

| 26. marec 1967 | ZDA | 2 – 0 | Finska | Wiener Stadthalle, Dunaj |

| Poročilo tekme | Poročilo tekme    | Poročilo tekme  | Poročilo tekme | Poročilo tekme |
| -------------- | ----------------- | --------------- | -------------- | -------------- |
| Začetek: 17:00 | Falkman Melnychuk | (1:0, 1:0, 0:0) |                |                |

| 26. marec 1967 | Vzhodna Nemčija | 8 – 1 | Zahodna Nemčija | Wiener Stadthalle, Dunaj |

| Poročilo tekme | Poročilo tekme             | Poročilo tekme  | Poročilo tekme | Poročilo tekme |
| -------------- | -------------------------- | --------------- | -------------- | -------------- |
| Začetek: 20:30 | Ziesche Prusa [Peter Prusa | (2:0, 3:0, 3:1) | Ludwig         |                |

| 27. marec 1967 | Češkoslovaška | 5 – 5 | Švedska | Wiener Stadthalle, Dunaj |

| Poročilo tekme | Poročilo tekme                                   | Poročilo tekme  | Poročilo tekme                                               | Poročilo tekme |
| -------------- | ------------------------------------------------ | --------------- | ------------------------------------------------------------ | -------------- |
| Začetek: 17:00 | 06 Pospíšil ?? Nedomanský 08 Havel 14 Golonka 58 | (4:2, 0:1, 1:2) | 06 Öberg 19 Palmqvist 33 Henriksson 42 Lindberg 54 Johansson |                |

| 27. marec 1967 | Sovjetska zveza | 2 – 1 | Kanada | Wiener Stadthalle, Dunaj |

| Poročilo tekme | Poročilo tekme         | Poročilo tekme  | Poročilo tekme | Poročilo tekme  |
| -------------- | ---------------------- | --------------- | -------------- | --------------- |
| Začetek: 20:30 | Firsov 30 Staršinov 51 | (0:1, 1:0, 1:0) | 06 Huck        | Gledalci: 13000 |

| 28. marec 1967 | Vzhodna Nemčija | 1 – 5 | Finska | Wiener Stadthalle, Dunaj |

| Poročilo tekme | Poročilo tekme | Poročilo tekme  | Poročilo tekme                                              | Poročilo tekme                                  |
| -------------- | -------------- | --------------- | ----------------------------------------------------------- | ----------------------------------------------- |
| Začetek: 14:00 | Poindl 11      | (1:4, 0:1, 0:0) | 02 Johansson 03 Wahlsten 14 Wahlsten 17 Oksanen 23 Keinonen | Gledalci: 1000 Sodnika: Szegrin Sodnika: Wiking |

| 28. marec 1967 | ZDA | 8 – 3 | Zahodna Nemčija | Wiener Stadthalle, Dunaj |

| Poročilo tekme | Poročilo tekme                                                                         | Poročilo tekme  | Poročilo tekme               | Poročilo tekme                                   |
| -------------- | -------------------------------------------------------------------------------------- | --------------- | ---------------------------- | ------------------------------------------------ |
| Začetek: 17:00 | Howe 11 Tschida 16 Lilyholm 16 Melnychuk 17 Falkman 31 Miller 33 Casey 34 Melnychuk 54 | (4:0, 3:1, 1:2) | 37 Lax 42 Reif 59 Weisenbach | Gledalci: 2000 Sodnika: Van Deelen Sodnika: Bata |

| 29. marec 1967 | Kanada | 0 – 6 | Švedska | Wiener Stadthalle, Dunaj |

| Poročilo tekme | Poročilo tekme | Poročilo tekme  | Poročilo tekme                                                               | Poročilo tekme                     |
| -------------- | -------------- | --------------- | ---------------------------------------------------------------------------- | ---------------------------------- |
| Začetek: 14:00 |                | (0:3, 0:2, 0:1) | Johansson13 Johansson 18 Bengtsson 19 Bengtsson 37 Bengtsson 38 Palmqvist 41 | Sodnika: Szeglin Sodnika: Sznetkov |

| 29. marec 1967 | Češkoslovaška | 2 – 4 | Sovjetska zveza | Wiener Stadthalle, Dunaj |

| Poročilo tekme | Poročilo tekme      | Poročilo tekme  | Poročilo tekme                                 | Poročilo tekme                                      |
| -------------- | ------------------- | --------------- | ---------------------------------------------- | --------------------------------------------------- |
| Začetek: 17:00 | Golonka 10 Jiřík ?? | (1:1, 0:1, 1:2) | 04 Firsov 11 Zajcev 28 Polupanov 47 V. Jakušev | Gledalci: 13000 Sodnika: van Deelen Sodnika: Wiking |

#### Lestvica
OT-odigrane tekme, z-zmage, n-neodločeni izidi, P-porazi, DG-doseženo goli, PG-prejeti goli, GR-gol razlika, T-točke.
| # | Reprezentanca   | OT | Z | N | P | DG | PG | GR  | T  |
| - | --------------- | -- | - | - | - | -- | -- | --- | -- |
| 1 | Sovjetska zveza | 7  | 7 | 0 | 0 | 58 | 9  | +49 | 14 |
| 2 | Švedska         | 7  | 4 | 1 | 2 | 31 | 22 | +8  | 9  |
| 3 | Kanada          | 7  | 4 | 1 | 2 | 28 | 15 | +13 | 9  |
| 4 | Češkoslovaška   | 7  | 3 | 2 | 2 | 29 | 18 | +11 | 8  |
| 5 | ZDA             | 7  | 3 | 1 | 3 | 20 | 23 | -3  | 7  |
| 6 | Finska          | 7  | 2 | 1 | 4 | 14 | 24 | -10 | 5  |
| 7 | Vzhodna Nemčija | 7  | 1 | 1 | 5 | 14 | 38 | -24 | 3  |
| 8 | Zahodna Nemčija | 7  | 0 | 1 | 6 | 11 | 56 | -45 | 0  |

### Skupina B
| 18. marec 1967 | Madžarska | 6 – 6 | Jugoslavija | Donauparkhalle, Dunaj |

| Poročilo tekme | Poročilo tekme                                                | Poročilo tekme  | Poročilo tekme                                                     | Poročilo tekme                    |
| -------------- | ------------------------------------------------------------- | --------------- | ------------------------------------------------------------------ | --------------------------------- |
| Začetek: 10:00 | Bikár 20 Horváth 42 Horváth 45 Bikár 46 Horváth 52 Horváth 57 | (1:2, 0:3, 5:1) | 03 Hiti 16 F. Smolej 24 Tišlar 29 F. Smolej 33 Tišlar 60 F. Smolej | Sodnika: Szeglin Sodnika: Wiczisk |

| 18. marec 1967 | Romunija | 7 – 2 | Švica | Donauparkhalle, Dunaj |

| Poročilo tekme | Poročilo tekme                                                            | Poročilo tekme  | Poročilo tekme    | Poročilo tekme                                 |
| -------------- | ------------------------------------------------------------------------- | --------------- | ----------------- | ---------------------------------------------- |
| Začetek: 17:00 | Biró 13 Szabó Gy 18 Szabó G 19 Florescu 27 Ionescu 29 Biró 49 Florescu 51 | (4:0, 1:0, 2:2) | 42 Lüthi 56 Lüthi | Gledalci: 500 Sodnika: Valentin Sodnika: Moser |

| 18. marec 1967 | Norveška | 1 – 3 | Poljska | Donauparkhalle, Dunaj |

| Poročilo tekme | Poročilo tekme | Poročilo tekme  | Poročilo tekme                        | Poročilo tekme |
| -------------- | -------------- | --------------- | ------------------------------------- | -------------- |
| Začetek: 20:00 | Dalsøren42     | (0:0, 0:2, 1:1) | 23 Stefaniak 28 Stefaniak 49 Żurawski | Gledalci: 100  |

| 18. marec 1967 | Avstrija | 2 – 4 | Italija | Wiener Stadthalle, Dunaj |

| Poročilo tekme | Poročilo tekme     | Poročilo tekme  | Poročilo tekme                                  | Poročilo tekme                                     |
| -------------- | ------------------ | --------------- | ----------------------------------------------- | -------------------------------------------------- |
| Začetek: 20:30 | Kalt 08 Bachler 11 | (2:2, 0:2, 0:0) | 17 Benedetti 19 Rabanser 27 G. Da Rin 50 Mastel | Gledalci: 3000 Sodnika: Keller Sodnika: Johannesen |

| 20. marec 1967 | Jugoslavija | 3 – 3 | Poljska | Donauparkhalle, Dunaj |

| Poročilo tekme | Poročilo tekme                      | Poročilo tekme  | Poročilo tekme                          | Poročilo tekme |
| -------------- | ----------------------------------- | --------------- | --------------------------------------- | -------------- |
| Začetek: 14:00 | R. Smolej 36 Mlakar 36 R. Smolej 50 | (0:2, 2:0, 1:1) | 18 Żurawski 20 Fryzliwicz 48 A. Fonfara |                |

| 20. marec 1967 | Italija | 2 – 7 | Romunija | Donauparkhalle, Dunaj |

| Poročilo tekme | Poročilo tekme         | Poročilo tekme  | Poročilo tekme                                                          | Poročilo tekme |
| -------------- | ---------------------- | --------------- | ----------------------------------------------------------------------- | -------------- |
| Začetek: 17:00 | A. Da Rin 16 Mastel 55 | (1:4, 0:2, 1:1) | 02 Varga 05 Szabó G 14 Ştefanov 17 Varga 30 Kalamár 36 Kalamár 50 Varga |                |

| 20. marec 1967 | Avstrija | 5 – 4 | Madžarska | Wiener Stadthalle, Dunaj |

| Poročilo tekme | Poročilo tekme                                           | Poročilo tekme  | Poročilo tekme                        | Poročilo tekme |
| -------------- | -------------------------------------------------------- | --------------- | ------------------------------------- | -------------- |
| Začetek: 17:00 | Puschnig 07 Puschnig 14 Weingartner 40 Kalt 48 Schupp 56 | (2:1, 1:2, 2:1) | 09 Horváth 30 Bikár 36 Bálint 45 Póth |                |

| 20. marec 1967 | Švica | 2 – 5 | Norveška | Donauparkhalle, Dunaj |

| Poročilo tekme | Poročilo tekme | Poročilo tekme  | Poročilo tekme | Poročilo tekme |
| -------------- | -------------- | --------------- | -------------- | -------------- |
| Začetek: 20:00 |                | (0:3, 1:2, 1:0) |                |                |

| 21. marec 1967 | Madžarska | 3 – 7 | Poljska | Donauparkhalle, Dunaj |

| Poročilo tekme | Poročilo tekme                  | Poročilo tekme  | Poročilo tekme                                                                            | Poročilo tekme                                  |
| -------------- | ------------------------------- | --------------- | ----------------------------------------------------------------------------------------- | ----------------------------------------------- |
| Začetek: 10:00 | Boróczi 09 Bálint 32 Bánkuti 58 | (1:3, 1:3, 1:1) | Manowski 07 K. Fonfara 10 Nowak 19 Stefaniak 31 K. Fonfara 32 K. Fonfara 40 Kilanowicz 41 | Gledalci: 2000 Sodnika: Moser Sodnika: Valentin |

| 21. marec 1967 | Norveška | 2 – 3 | Romunija | Donauparkhalle, Dunaj |

| Poročilo tekme | Poročilo tekme          | Poročilo tekme  | Poročilo tekme                    | Poročilo tekme                                      |
| -------------- | ----------------------- | --------------- | --------------------------------- | --------------------------------------------------- |
| Začetek: 14:00 | Syversen 41 Hagensen 50 | (0:1, 0:2, 2:0) | 18 Varga 22 Szabó Gy 32 Fogarassy | Gledalci: 500 Sodnika: Boris Čebulj Sodnika: Wycisk |

| 21. marec 1967 | Švica | 5 – 7 | Italija | Donauparkhalle, Dunaj |

| Poročilo tekme | Poročilo tekme                                   | Poročilo tekme  | Poročilo tekme                                                                        | Poročilo tekme                   |
| -------------- | ------------------------------------------------ | --------------- | ------------------------------------------------------------------------------------- | -------------------------------- |
| Začetek: 17:00 | Giroud 02 Türler 07 Lüthi 39 Furrer 51 Türler 53 | (2:3, 1:3, 2:1) | 03 Piccolruaz 04 A. Da Rin 06 Piccolruaz 23 A. Da Rin 31 Alverà 38 Mastel 45 Rabanser | Sodnika: Turceanu Sodnika: Gross |

| 21. marec 1967 | Avstrija | 3 – 8 | Jugoslavija | Donauparkhalle, Dunaj |

| Poročilo tekme | Poročilo tekme                           | Poročilo tekme  | Poročilo tekme                                                                              | Poročilo tekme                        |
| -------------- | ---------------------------------------- | --------------- | ------------------------------------------------------------------------------------------- | ------------------------------------- |
| Začetek: 20:00 | Puschnig 07 E. Mössmer 09 Kirchbaumer 22 | (2:3, 1:3, 0:2) | 01 F. Smolej 16 R. Smolej 17 R. Smolej 23 B. Jan 31 Tišlar 39 B. Jan 47 Mlakar 58 F. Smolej | Gledalci: 2000 Sodnik: KellervSzeglin |

| 23. marec 1967 | Italija | 2 – 4 | Jugoslavija | Donauparkhalle, Dunaj |

| Poročilo tekme | Poročilo tekme           | Poročilo tekme  | Poročilo tekme                               | Poročilo tekme                                |
| -------------- | ------------------------ | --------------- | -------------------------------------------- | --------------------------------------------- |
| Začetek: 12:00 | A. Da Rin 25 Rabanser 38 | (0:2, 2:1, 0:1) | 03 R. Smolej 17 B. Jan 40 Ratej 59 R. Smolej | Gledalci: 1000 Sodnika: Keller Sodnika: Braun |

| 23. marec 1967 | Madžarska | 2 – 5 | Romunija | Donauparkhalle, Dunaj |

| Poročilo tekme | Poročilo tekme        | Poročilo tekme  | Poročilo tekme                                    | Poročilo tekme                                 |
| -------------- | --------------------- | --------------- | ------------------------------------------------- | ---------------------------------------------- |
| Začetek: 15:00 | Bánkuti 03 Horváth 55 | (1:2, 0:1, 1:2) | 16 Szabó 15 Kalamár 35 Szabó 42 Ştefanov 51 Szabó | Gledalci: 500 Sodnika: Kuhnert Sodnika: Prevot |

| 23. marec 1967 | Poljska | 7 – 1 | Švica | Donauparkhalle, Dunaj |

| Poročilo tekme | Poročilo tekme                                                                      | Poročilo tekme  | Poročilo tekme | Poročilo tekme                                     |
| -------------- | ----------------------------------------------------------------------------------- | --------------- | -------------- | -------------------------------------------------- |
| Začetek: 18:00 | Bialynicki 14 A. Fonfara 22 Nowak 29 Sitko 34 K. Fonfara 35 Manowski 55 Manowski 60 | (1:1, 4:0, 2:0) | 07 Türler      | Gledalci: 200 Sodnika: Isotalo Sodnika: Johannesen |

| 23. marec 1967 | Avstrija | 2 – 5 | Norveška | Donauparkhalle, Dunaj |

| Poročilo tekme | Poročilo tekme          | Poročilo tekme  | Poročilo tekme                                          | Poročilo tekme                                |
| -------------- | ----------------------- | --------------- | ------------------------------------------------------- | --------------------------------------------- |
| Začetek: 21:00 | Znehnalik 42 Schager 57 | (0:0, 0:1, 2:4) | 37 Dalsøren 42 Syversen 53 Petersen 54 Bergeid 55 Olsen | Gledalci: 2000 Sodnika: Gross Sodnika: Wycisk |

| 25. marec 1967 | Italija | 4 – 4 | Madžarska | Donauparkhalle, Dunaj |

| Poročilo tekme | Poročilo tekme                                    | Poročilo tekme  | Poročilo tekme                              | Poročilo tekme                   |
| -------------- | ------------------------------------------------- | --------------- | ------------------------------------------- | -------------------------------- |
| Začetek: 10:00 | Bernardi 06 A. Da Rin 10 Lorenzi 38 Piccolruaz 56 | (2:3, 1:1, 1:0) | 09 Ziegler 12 Palotás 18 Horváth 40 Boróczi | Sodnika: Moser Sodnika: Valentin |

| 25. marec 1967 | Romunija | 3 – 3 | Poljska | Donauparkhalle, Dunaj |

| Poročilo tekme | Poročilo tekme | Poročilo tekme  | Poročilo tekme | Poročilo tekme |
| -------------- | -------------- | --------------- | -------------- | -------------- |
| Začetek: 14:00 |                | (1:0, 1:1, 1:2) |                |                |

| 25. marec 1967 | Jugoslavija | 2 – 9 | Norveška | Donauparkhalle, Dunaj |

| Poročilo tekme | Poročilo tekme | Poročilo tekme  | Poročilo tekme | Poročilo tekme |
| -------------- | -------------- | --------------- | -------------- | -------------- |
| Začetek: 17:00 |                | (0:4, 1:2, 1:3) |                |                |

| 25. marec 1967 | Avstrija | 5 – 2 | Švica | Donauparkhalle, Dunaj |

| Poročilo tekme | Poročilo tekme                                              | Poročilo tekme  | Poročilo tekme        | Poročilo tekme                                     |
| -------------- | ----------------------------------------------------------- | --------------- | --------------------- | -------------------------------------------------- |
| Začetek: 20:00 | Znehnalik 03 Puschnig 08 Bachler 09 Puschnig 37 Puschnig 53 | (3:2, 1:0, 1:0) | 10 P. Lüthi 19 Furrer | Gledalci: 500 Sodnika: Isotalo Sodnika: Johanessen |

| 27. marec 1967 | Madžarska | 5 – 6 | Norveška | Donauparkhalle, Dunaj |

| Poročilo tekme | Poročilo tekme    | Poročilo tekme  | Poročilo tekme                                      | Poročilo tekme |
| -------------- | ----------------- | --------------- | --------------------------------------------------- | -------------- |
| Začetek: 14:00 | Zsitva V. Horváth | (3:3, 2:0, 0:3) | Johansen Holter Nyhaug Byølbakk Martinsen Haagensen |                |

| 27. marec 1967 | Avstrija | 4 – 4 | Romunija | Wiener Stadthalle, Dunaj |

| Poročilo tekme | Poročilo tekme | Poročilo tekme  | Poročilo tekme | Poročilo tekme |
| -------------- | -------------- | --------------- | -------------- | -------------- |
| Začetek: 14:00 |                | (0:1, 0:3, 4:0) |                |                |

| 27. marec 1967 | Poljska | 2 – 0 | Italija | Donauparkhalle, Dunaj |

| Poročilo tekme | Poročilo tekme          | Poročilo tekme  | Poročilo tekme | Poročilo tekme                 |
| -------------- | ----------------------- | --------------- | -------------- | ------------------------------ |
| Začetek: 17:00 | Komorski 07 Manowsky 59 | (1:0, 0:0, 1:0) |                | Sodnika: Bata Sodnika: Korinek |

| 27. marec 1967 | Švica | 3 – 3 | Jugoslavija | Donauparkhalle, Dunaj |

| Poročilo tekme | Poročilo tekme | Poročilo tekme  | Poročilo tekme | Poročilo tekme |
| -------------- | -------------- | --------------- | -------------- | -------------- |
| Začetek: 20:00 |                | (1:2, 2:0, 0:1) |                |                |

| 28. marec 1967 | Norveška | 7 – 4 | Italija | Donauparkhalle, Dunaj |

| Poročilo tekme | Poročilo tekme                                                               | Poročilo tekme  | Poročilo tekme                                  | Poročilo tekme                  |
| -------------- | ---------------------------------------------------------------------------- | --------------- | ----------------------------------------------- | ------------------------------- |
| Začetek: 14:00 | Haagensen 11 Olsen 13 Dalsøren 24 Hansen 32 Holter 36 Larsen 52 Haagensen 54 | (2:0, 3:2, 2:2) | 30 A. Da Rin 33 Mastel 43 Benedetti 59 Rabanser | Sodnika: Isotalo Sodnika: Gross |

| 28. marec 1967 | Romunija | 5 – 3 | Jugoslavija | Donauparkhalle, Dunaj |

| Poročilo tekme | Poročilo tekme                                    | Poročilo tekme  | Poročilo tekme              | Poročilo tekme                                   |
| -------------- | ------------------------------------------------- | --------------- | --------------------------- | ------------------------------------------------ |
| Začetek: 17:00 | Biró 12 Szabó Gy 19 Varga 25 Ştefanov 35 Szabó 42 | (2:0, 2:2, 1:1) | 32 Hiti 37 Smolej 43 Mlakar | Gledalci: 400 Sodnika: Sznetkov Sodnika: Korinek |

| 28. marec 1967 | Švica | 7 – 3 | Madžarska | Donauparkhalle, Dunaj |

| Poročilo tekme | Poročilo tekme                        | Poročilo tekme  | Poročilo tekme     | Poročilo tekme |
| -------------- | ------------------------------------- | --------------- | ------------------ | -------------- |
| Začetek: 20:00 | Henry Henry Türler Piller Kradolfer ? | (4:0, 3:1, 0:2) | Bikár Boróczi Póth |                |

| 28. marec 1967 | Avstrija | 2 – 7 | Poljska | Wiener Stadthalle, Dunaj |

| Poročilo tekme | Poročilo tekme       | Poročilo tekme  | Poročilo tekme                                                                      | Poročilo tekme                                   |
| -------------- | -------------------- | --------------- | ----------------------------------------------------------------------------------- | ------------------------------------------------ |
| Začetek: 20:30 | Kalt 20 Felfering 39 | (1:0, 1:2, 0:5) | 34 Gtimelczyk ??Nowak 49Nowak 50 A. Fonfara 56 Manowski 57 Białynicki 60 A. Fonfara | Gledalci: 6000 Sodnika: Dahlberg Sodnika: Keller |

#### Lestvica
OT-odigrane tekme, z-zmage, n-neodločeni izidi, P-porazi, DG-doseženo goli, PG-prejeti goli, GR-gol razlika, T-točke.
| #  | Reprezentanca | OT | Z | N | P | DG | PG | GR  | T  |
| -- | ------------- | -- | - | - | - | -- | -- | --- | -- |
| 9  | Poljska       | 7  | 5 | 2 | 0 | 32 | 13 | +19 | 12 |
| 10 | Romunija      | 7  | 5 | 2 | 0 | 34 | 18 | +16 | 12 |
| 11 | Norveška      | 7  | 4 | 1 | 2 | 35 | 21 | +14 | 10 |
| 12 | Jugoslavija   | 7  | 2 | 3 | 2 | 29 | 31 | -2  | 7  |
| 13 | Italija       | 7  | 2 | 1 | 4 | 23 | 31 | -8  | 5  |
| 14 | Avstrija      | 7  | 2 | 1 | 4 | 23 | 34 | -11 | 5  |
| 15 | Švica         | 7  | 2 | 1 | 4 | 22 | 37 | -15 | 3  |
| 16 | Madžarska     | 7  | 1 | 1 | 5 | 27 | 40 | -13 | 2  |

- Poljska reprezentanca se je uvrstila v kvalifikacije za skupino A.
- Švicarska in madžarska reprezentanca sta izpadli iz skupine B.

### Skupina C
| 19. marec 1967 | Japonska | 11 – 2 | Danska | Donauparkhalle, Dunaj |

| Poročilo tekme | Poročilo tekme | Poročilo tekme  | Poročilo tekme | Poročilo tekme |
| -------------- | -------------- | --------------- | -------------- | -------------- |
| Začetek: 17:00 |                | (3:0, 3:1, 5:1) |                |                |

| 19. marec 1967 | Nizozemska | 3 – 10 | Bolgarija | Donauparkhalle, Dunaj |

| Poročilo tekme | Poročilo tekme | Poročilo tekme  | Poročilo tekme | Poročilo tekme |
| -------------- | -------------- | --------------- | -------------- | -------------- |
| Začetek: 20:00 |                | (2:3, 0:4, 1:3) |                |                |

| 20. marec 1967 | Francija | 2 – 3 | Bolgarija | Donauparkhalle, Dunaj |

| Poročilo tekme | Poročilo tekme | Poročilo tekme  | Poročilo tekme | Poročilo tekme |
| -------------- | -------------- | --------------- | -------------- | -------------- |
| Začetek: 10:00 |                | (0:1, 1:1, 1:1) |                |                |

| 22. marec 1967 | Nizozemska | 6 – 12 | Francija | Donauparkhalle, Dunaj |

| Poročilo tekme | Poročilo tekme | Poročilo tekme  | Poročilo tekme | Poročilo tekme |
| -------------- | -------------- | --------------- | -------------- | -------------- |
| Začetek: 17:00 |                | (1:6, 4:0, 1:6) |                |                |

| 22. marec 1967 | Bolgarija | 2 – 8 | Japonska | Donauparkhalle, Dunaj |

| Poročilo tekme | Poročilo tekme | Poročilo tekme  | Poročilo tekme | Poročilo tekme |
| -------------- | -------------- | --------------- | -------------- | -------------- |
| Začetek: 20:00 |                | (0:2, 1:3, 1:3) |                |                |

| 23. marec 1967 | Danska | 5 – 2 | Francija | Donauparkhalle, Dunaj |

| Poročilo tekme | Poročilo tekme | Poročilo tekme  | Poročilo tekme | Poročilo tekme |
| -------------- | -------------- | --------------- | -------------- | -------------- |
| Začetek: 09:00 |                | (0:0, 2:1, 3:1) |                |                |

| 26. marec 1967 | Danska | 8 – 9 | Nizozemska | Donauparkhalle, Dunaj |

| Poročilo tekme | Poročilo tekme | Poročilo tekme  | Poročilo tekme | Poročilo tekme |
| -------------- | -------------- | --------------- | -------------- | -------------- |
| Začetek: 17:00 |                | (3:3, 2:2, 3:4) |                |                |

| 26. marec 1967 | Francija | 2 – 7 | Japonska | Donauparkhalle, Dunaj |

| Poročilo tekme | Poročilo tekme | Poročilo tekme  | Poročilo tekme | Poročilo tekme |
| -------------- | -------------- | --------------- | -------------- | -------------- |
| Začetek: 20:00 |                | (0:1, 1:3, 1:3) |                |                |

| 27. marec 1967 | Bolgarija | 2 – 4 | Danska | Donauparkhalle, Dunaj |

| Poročilo tekme | Poročilo tekme | Poročilo tekme  | Poročilo tekme | Poročilo tekme |
| -------------- | -------------- | --------------- | -------------- | -------------- |
| Začetek: 10:00 |                | (0:0, 1:2, 1:2) |                |                |

| 28. marec 1967 | Japonska | 20 – 2 | Nizozemska | Donauparkhalle, Dunaj |

| Poročilo tekme | Poročilo tekme | Poročilo tekme  | Poročilo tekme | Poročilo tekme |
| -------------- | -------------- | --------------- | -------------- | -------------- |
| Začetek: 10:00 |                | (4:1, 7:1, 9:0) |                |                |

#### Lestvica
OT-odigrane tekme, z-zmage, n-neodločeni izidi, P-porazi, DG-doseženo goli, PG-prejeti goli, GR-gol razlika, T-točke.
| #  | Reprezentanca | OT | Z | N | P | DG | PG | GR  | T |
| -- | ------------- | -- | - | - | - | -- | -- | --- | - |
| 17 | Japonska      | 4  | 4 | 0 | 0 | 56 | 8  | +48 | 8 |
| 18 | Bolgarija     | 4  | 2 | 0 | 2 | 17 | 17 | 0   | 4 |
| 19 | Danska        | 4  | 2 | 0 | 2 | 19 | 24 | -5  | 4 |
| 20 | Francija      | 4  | 1 | 0 | 3 | 18 | 21 | -3  | 2 |
| 21 | Nizozemska    | 4  | 1 | 0 | 3 | 20 | 50 | -30 | 2 |

- Japonska reprezentanca se je uvrstila v skupino B.

## Končni vrstni red
1. Sovjetska zveza
2. Švedska
3. Kanada
4. Češkoslovaška
5. ZDA
6. Finska
7. Vzhodna Nemčija
8. Zahodna Nemčija
9. Poljska
10. Romunija
11. Norveška
12. Jugoslavija
13. Italija
14. Avstrija
15. Švica
16. Madžarska
17. Japonska
18. Bolgarija
19. Danska
20. Francija
21. Nizozemska